# Kristdemokratiska partiet (Argentina)
Kristdemokratiska partiet (spanska: Partido Democráta Cristiano, PDC) är ett kristdemokratiskt parti i Argentina, bildat 1954.
Inför valet 1973 splittrades partiet i två; Partido Popular Cristiano under ledning av José Allende och Horacio Sueldos Partido Revolucionario Cristiano.
Efter att demokrati återinförts i landet 1983, återförenades PDC.
Partiet är anslutet till den Kristdemokratiska internationalen.